# Tin Jedvaj
Tin Jedvaj (nascut el 28 de novembre de 1995) és un futbolista professional croat que juga com a defensa pel Panathinaikos FC, cedit pel Lokomotiv Moscou.

## Carrera de club

### Dinamo Zagreb
Jedvaj va començar la seva carrera professional el 2013 al Dinamo de Zagreb, al planter del qual s'havia format. Hi va debutar en un partit contra l'NK Osijek, jugant de central fent parella amb Josip Šimunić. Va marcar el seu primer gol contra el Cibalia.
Durant la seva primera temporada professional al club, va guanyar el trofeu de la Prva HNL. Al començament de la nova temporada, va guanyar una altra competició quan el Dinamo va derrotar l'Hajduk Split a la Supercopa croata. Durant el temps que va ser amb el Dinamo, Jedvaj va jugar un total de 14 partits oficials amb el club.

### Roma
Al final de la seva primera temporada com a professional, Jedvaj fou pretès per l'AS Roma, que va fer una oferta inicial que fou refusada per la directiva del Dinamo. El 10 de juliol de 2013, de tota manera, es va confirmar que el jugador havia signat contracte amb el club romà.

### Bayer Leverkusen
L'11 de juny de 2014, el Bayer Leverkusen va anunciar que havia arribat a un acord entre totes les parts per aconseguir la cessió de Jedvaj, fins al final de la temporada 2015–16.
El debut de Jedvaj amb els alemanys es produí en un partit en què va disputar els 90 minuts en el primer partit oficial de la temporada, que el Bayer guanyà per 6–0 contra l'Alemannia Waldalgesheim a la primera ronda de la DFB-Pokal 2014–15.
Pocs dies després, el 19 d'agost, Jedvaj va debutar amb els alemanys a la Lliga de Campions de la UEFA, entrant com a suplent de Giulio Donati al minut 46 en un partit que acabà en victòria del Bayer per 2–3 a Dinamarca, contra el FC Copenhagen a la fase de classificació de la Lliga de Campions de la UEFA 2014–15. Jedvaj va jugar bé la segona part, ajudant el seu equip a assegurar la victòria, tot i que va rebre una targeta groga al minut 51 de partit. Jedvaj també va jugar el matx de tornada contra el Copenhagen, en un partit que els alemanys varen guanyar per 4–0, i que va permetre la classificació del per la fase de grups de la competició. Jedvaj va jugar els 90 minuts sencers, en els quals va forçar un penal a favor a la mitja hora de joc, que el davanter Stefan Kießling va convertir en el 3–0.
Jedvaj va debutar a la 1.Bundesliga el 23 d'agost, amb una victòria 2–0 contra el Borussia Dortmund en el primer partit de la temporada. Va marcar el seu primer gol amb el Bayer en el segon partit de la temporada, una victòria per 4-2 a casa contra el Hertha BSC. Jedvaj va marcar al minut 50, tot empatant el partit 1–1 abans que el Bayer acabés guanyant. Jedvaj va continuar mostrant la seva bona forma a Leverkusen tot marcant un poderós gol contra el Werder Bremen per situar l'1–0 al marcador. Posteriorment va assistir Son Heung-min pel gol que va situar el 3–3 final en el marcador.
El 20 de gener de 2015, el Bayer Leverkusen va confirmar que havia contractat Tin Jedvaj de forma permanent fins al 2020, després d'aconseguir el traspàs de la AS Roma. Malgrat tot, Jedvaj només va poder disputar un partit durant la primera meitat de la temporada 2015-16. Això fou a causa d'una lesió a la cuixa en què va recaure tres cops. El seu únic partit el va disputar contra l'Hamburger SV a l'octubre, quan va entrar com a suplent.

## Carrera internacional
Jedvaj ha representat l'equip nacional de Croàcia en totes les categories inferiors. Va debutar-hi com a sènior a 18 anys, jugant els 13 darrers minuts d'un partit amistós contra Xipre el 4 de setembre de 2014 a l'Stadion Aldo Drosina de la ciutat croata de Pula. El 31 de maig de 2016, es va confirmar la seva convocatòria per a l'Eurocopa 2016.

## Vida personal
El pare de Jedvaj Zdenko és exfutbolista. Durant la guerra de Bòsnia, la família va abandonar Mostar, a Bòsnia i Hercegovina, i es va mudar a la capital croata, Zagreb.

## Estadístiques
A 6 febrer 2016
| Club             | Temporada     | Lliga         | Lliga   | Lliga | Copa    | Copa | Europa  | Europa | Altres  | Altres | Total   | Total |
| Club             | Temporada     | Divisió       | Partits | Gols  | Partits | Gols | Partits | Gols   | Partits | Gols   | Partits | Gols  |
| ---------------- | ------------- | ------------- | ------- | ----- | ------- | ---- | ------- | ------ | ------- | ------ | ------- | ----- |
| Dinamo de Zagreb | 2012–13       | Prva HNL      | 13      | 1     | 0       | 0    | 0       | 0      | —       | —      | 13      | 1     |
| Dinamo de Zagreb | 2013–14       | Prva HNL      | —       | —     | —       | —    | —       | —      | 1       | 0      | 1       | 0     |
| Dinamo de Zagreb | Total         | Total         | 13      | 1     | 0       | 0    | 0       | 0      | 1       | 0      | 14      | 1     |
| AS Roma          | 2013–14       | Serie A       | 2       | 0     | 0       | 0    | —       | —      | —       | —      | 2       | 0     |
| AS Roma          | Total         | Total         | 2       | 0     | 0       | 0    | —       | —      | —       | —      | 2       | 0     |
| Bayer Leverkusen | 2014–15       | 1.Bundesliga  | 22      | 2     | 2       | 0    | 5       | 0      | —       | —      | 29      | 2     |
| Bayer Leverkusen | 2015–16       | 1.Bundesliga  | 15      | 0     | 0       | 0    | 3       | 0      | —       | —      | 18      | 0     |
| Bayer Leverkusen | Total         | Total         | 37      | 2     | 2       | 0    | 8       | 0      | —       | —      | 47      | 2     |
| Total carrera    | Total carrera | Total carrera | 52      | 3     | 2       | 0    | 8       | 0      | 1       | 0      | 63      | 3     |

## Palmarès

### Club
Dinamo de Zagreb
- Prva HNL: 2012–13
- Supercopa croata: 2013

### Individual
- Esperança de l'any del futbol croata: 2014